# Ashbury Heights
Ashbury Heights es un dúo sueco de música electrónica de Sundsvall, en Medelpad, formado en 2005. El dúo estaba formado originalmente por Anders Hagström (voz, composición, música y programación) y Yasmine Uhlin (voz). Uhlin abandonó el grupo tras el lanzamiento de su EP, Morning Star in a Black Car, y fue sustituida por Kari Berg (voz) como vocalista femenina principal. Berg fue miembro de Ashbury Heights hasta 2010 y participó en un álbum, Take Cair Paramour. En 2010, tras una larga discusión entre Hagström y la discográfica Out of Line, la banda se disolvió. La disputa se resolvió en 2011, tras lo cual Hagström y Out of Line reanudaron su colaboración. En 2013, Tea F. Thimé (voz y letras) se unió a la banda como nueva vocalista, procedente del mundo del diseño alternativo y el burlesque (con el nombre artístico de Tea Time).

## Historia

### Formación
Ashbury Heights se creó cuando Anders Hagström preguntó a Yasmine Uhlin si quería cantar en sus maquetas. Poco después, el sello discográfico Out of Line fichó a la nueva banda, que desde entonces obtuvo un mayor reconocimiento.

### 2008: partida de Yasmine Uhlin
Uhlin anunció su marcha del grupo en noviembre de 2008 en Hamburgo, en el último concierto de la gira del festival Out of Line. En su blog escribió: "No lo hago por falta de energía o de amor a la banda. No hay rencores que guardar y el aire dentro de Ashbury Heights está libre de cualquier contaminación. Es algo que tengo que hacer. Necesito dejarme ir para construir algo propio. Llevo mucho tiempo luchando contra mí misma en este asunto, pero no puedo cambiar lo que siento de verdad".

### 2008-2010: Kari Berg
Anders buscó una nueva cantante y encontró a Kari Berg. Antes de unirse a Ashbury Heights, se había centrado sobre todo en cantar ópera. Kari fue miembro de Ashbury Heights desde 2008 hasta 2010, y participó en un álbum y en una remezcla para BlutEngel. El segundo álbum de estudio del grupo Take Cair Paramour salió a la venta el 2 de julio de 2010 y es el único en el que participa Berg. También se publicó una edición limitada del álbum, que incluía un CD extra con remezclas, maquetas y temas exclusivos.

### 2011-2013: disolución y renovación
En octubre de 2010, Hagström anunció que disolvía Ashbury Heights debido a continuas discrepancias con su sello discográfico, Out of Line. Esta disputa se resolvió en 2011, dando lugar a la reanudación de la colaboración entre Hagström y Out of Line. Sin embargo, Ashbury Heights no empezó a grabar un nuevo álbum hasta 2013, esta vez con una nueva cantante, Tea F. Thimé.

### 2013-2019: Tea F. Thimé en Ashbury Heights
La primera entrevista con los nuevos Ashbury Heights se publicó en ElectroStorm 01/2014. En ella, la banda afirmaba que Thimé no tenía experiencia previa como cantante cuando se unió al grupo, sino que era la primera socia que colaboraba plenamente. Es licenciada en literatura inglesa y el primer miembro de la banda en coescribir letras. Thimé fue modelo alternativa y realizó sesiones de fotos y actuaciones de burlesque. El primer álbum con Tea se llama The Looking Glass Society y se publicó en 2015. Antes de que se publicara el álbum, Ashbury Heights hizo su reaparición en directo en el tercer Out of Line Weekender de Berlín.
Thimé anunció su salida de Ashbury Heights para trabajar en su doctorado en la página de Facebook de la banda el 5 de febrero de 2019.

## Músicos de apoyo en vivo
- Elliott Berlin: teclados y guitarra (2014-presente)
- Johan Andersson: teclados y guitarra (2008-presente)
- Kendra Katz: teclados (2014-presente)
- Tomas Gunnarson: teclados (2009 en Synapsi en Finlandia)

## Discografía

### Singles
- 2020 – Spectres from the Black Moss
- 2020 – Wild Eyes feat. Madil Hardis
- 2021 – One Trick Pony feat. Massive Ego
- 2021 – Cutscenes feat. Danny Blu
- 2022 – A Cut In A Place feat. Madil Hardis
- 2022 – Is That Your Uniform

### Álbumes de estudio
- 2005 – Ashbury Heights
- 2007 – Three Cheers for the Newlydeads
- 2010 – Take Cair Paramour
- 2015 – The Looking Glass Society
- 2018 – The Victorian Wallflowers

### Álbumes recopilatorios
- 2010 – Origins

### Obras extendidas
- 2008 – Morning Star in a Black Car